# Porphyrolaema
Genre
Porphyrolaema est un genre d'oiseaux de la famille des Cotingidae.

## Liste des espèces
Selon la classification de référence du Congrès ornithologique international (version 7.3, 2017) :
- Porphyrolaema porphyrolaema (Deville & Sclater, PL, 1852)